# Kennedy Goss
Kennedy Goss (* 19. August 1996 in North York, Toronto) ist eine ehemalige kanadische Schwimmerin. Sie gewann eine olympische Bronzemedaille mit der 4-mal-200-Meter-Freistilstaffel.

## Karriere
Die 1,73 m große Kennedy Goss schwamm zunächst für den Granite Gators Swim Club und dann für die Indiana University.
2013 nahm sie an den Junioren-Weltmeisterschaften teil, ihre beste Platzierung war ein vierter Platz mit der Mixed-Freistilstaffel. Bei den Weltmeisterschaften 2015 belegte sie mit der 4-mal-200-Meter-Freistilstaffel den elften Platz. Im Jahr darauf schwamm sie bei den Olympischen Spielen 2016 in Rio de Janeiro im Staffelvorlauf zusammen mit Katerine Savard, Taylor Ruck, Emily Overholt und qualifizierte sich für das Finale. Im Endlauf schwammen Katerine Savard, Taylor Ruck, Brittany MacLean und Penny Oleksiak auf den dritten Platz hinter den Staffeln aus den Vereinigten Staaten und aus Australien. Für ihren Einsatz im Vorlauf erhielten auch Emily Overholt und Kennedy Goss eine olympische Bronzemedaille Ende 2016 gewannen Savard, Ruck, Goss und Oleksiak den Titel in der Langstaffel bei den Kurzbahnweltmeisterschaften 2016.
2017 wurde Kennedy Goss bei der Sommer-Universiade 2017 im Vorlauf der 4-mal-100-Meter-Freistilstaffel eingesetzt. Ihre Kolleginnen gewannen ohne sie das Finale. Mit der 4-mal-200-Meter-Freistilstaffel schwamm sie im Finale und belegte den fünften Platz. Zwei Jahre später belegte Goss bei der Sommer-Universiade 2019 jeweils den fünften Platz über 400 Meter Freistil und über 100 Meter Rücken.
Ihr Vater Sandy Goss gewann zwei olympische Silbermedaillen mit der kanadischen Lagenstaffel.